# Pär Zetterberg
Pär Zetterberg (Falkenberg, 14 oktober 1970) is een gewezen Zweedse voetbalspeler. Hij speelde het merendeel van zijn carrière voor RSC Anderlecht, waarmee hij verschillende trofeeën won en in 2006 een bejubeld afscheid kreeg. Zetterberg speelde tussen 1993 en 1999 ook 30 keer voor de nationale ploeg van Zweden, een aantal dat had kunnen oplopen, als hij niet uit eigen wil voor interlandvoetbal onder Tommy Söderberg bedankt had.
Zetterberg was een aanvallend ingestelde middenvelder die op jonge leeftijd debuteerde op het hoogste niveau. In de jaren 90 werd de Zweed aanvoerder van Anderlecht. Hij loodste paars-wit naar verscheidene landstitels en werd meermaals verkozen tot beste speler uit de Belgische competitie. Zetterberg won twee keer de Gouden Schoen en werd drie keer verkozen tot Profvoetballer van het Jaar. Hij ontving ook zes keer de Fair-Play Prijs.

## Clubcarrière

### Jeugd
Pär Zetterberg sloot zich op 8-jarige leeftijd aan bij het plaatselijke Falkenbergs FF. Hij doorliep er de jeugdreeksen en mocht reeds op 16-jarige leeftijd in het eerste elftal van de bescheiden derdeklasser debuteren. De jonge Zetterberg speelde twee officiële wedstrijden met het eerste elftal en versierde nadien een transfer naar RSC Anderlecht.
Aanvankelijk werd hij in het beloftenelftal ondergebracht. De Zweedse diabeticus kreeg er de kans om zich in alle anonimiteit verder te ontwikkelen. Na drie jaar mocht hij de overstap maken naar het eerste elftal.

### Beginjaren bij Anderlecht
De 19-jarige Zweed werd in de zomer van 1989 in de A-kern opgenomen. Op 13 september maakte hij zijn officieel debuut. In een EC II-wedstrijd tegen het Noord-Ierse Ballymena United mocht hij na 28 minuten Milan Jankovic vervangen. De Joegoslavische middenvelder was een gewezen speler van Real Madrid en was in die dagen net als Marc Degryse en Charly Musonda een concurrent van Zetterberg. Het duel tegen Ballymena was de enige speelkans die Zetterberg van kersvers trainer Aad de Mos kreeg. De Nederlander verklaarde publiekelijk dat de Zweed wegens zijn suikerziekte niet geschikt was voor topvoetbal.
Een jaar later veroverde Zetterberg met Anderlecht zijn eerste landstitel, Zetterbergs inbreng daarin bleef tot drie invalbeurten beperkt. De club besloot om hem een jaar uit te lenen.

### Doorbraak bij Charleroi
Zetterberg belandde bij Sporting Charleroi. De Zweed greep volop zijn kans. Hij verzekerde in '92 met Charleroi het behoud. Bovendien bewees hij als voetballer perfect te kunnen functioneren ondanks zijn suikerziekte. Anderlecht was tevreden met de uitleenbeurt en stalde hem vervolgens nog een seizoen bij Charleroi.
Het tweede seizoen bij de Zebra's werd het seizoen van de grote doorbraak. Charleroi eindigde op een gedeelde zesde plaats. Titularis Zetterberg toonde zich wekelijks met zijn spelinzicht, balbehandeling en techniek. In de Beker van België nam Charleroi het in de halve finales op tegen Anderlecht. Zetterberg won beide matchen tegen zijn club van eigendom (1-2 en 3-2). Charleroi stootte voor het eerst sinds 1978 nog eens door naar de finale en verloor uiteindelijk met 2-0 van Standard Luik. Anderlecht werd met dertien punten voorsprong (in het tweepuntensysteem) kampioen in 1993, maar verloor op de laatste speeldag opnieuw van Charleroi, met net als in de beker een scorende Zetterberg. Op het einde van het seizoen werd Zetterberg verkozen tot Profvoetballer van het Jaar en Voetballer van het Jaar.

### Titularis bij Anderlecht
In 1993 keerde Zetterberg terug naar het Astridpark. De Zweed kreeg voor het eerst een kans om zich bij Anderlecht te tonen. In de loop van het seizoen mocht de 23-jarige Zetterberg de Gouden Schoen in ontvangst nemen.
In 1995 veroverde Anderlecht zijn derde titel op rij. Na afloop van het seizoen vertrok Degryse naar Sheffield Wednesday. Anderlecht won in '95 nog de Supercup en dan volgde een trofeeloze periode tot 2000. Voorzitter Constant Vanden Stock gaf in de zomer van '96 de fakkel door aan zijn zoon Roger Vanden Stock. Roger Vanden Stock beschouwde Zetterberg als een zoon. Sportief verging het Anderlecht pover, de club greep vier jaar op een rij naast de titel. Dat Zetterberg in deze moeilijke toch regelmatig bleef presteren, ontging ook de buitenwereld niet. Zowel in 1997 als 1998 werd hij opnieuw verkozen tot Profvoetballer van het Jaar. Bovendien werd hij in januari 1998 de eerste buitenlander die de Gouden Schoen meer dan één keer won.
In de zomer van 1999 nam Aimé Anthuenis het roer over. Anderlecht sleepte met acht punten voorsprong zijn 25e landstitel binnen. Zetterberg en andere clubleden werden achteraf uitgenodigd op het koninklijk paleis. Op een zondag eind juni 2000 vertelde Zetterberg per telefoon in tranen aan Roger Vanden Stock dat hij paars-wit zou verlaten voor een driejarig contract bij de Griekse omnisportclub Olympiakos Piraeus, waar hij een veelvoud van zijn Anderlechtloon zou verdienen. Sport/Voetbalmagazine publiceerde in die dagen een foto van Zetterberg en andere huilende lui in Anderlechtkledij op de luchthaven van Zaventem.

### Olympiakos
Olympiakos Piraeus betaalde 180 miljoen BEF (zo'n €4,5 miljoen) voor de Zweedse spelverdeler. In de drie seizoenen dat Zetterberg voor Olympiakos uitkwam, veroverde de Griekse topclub telkens de landstitel.

### Laatste keer Anderlecht
In 2003 haalde voorzitter Vanden Stock de Zweedse middenvelder terug naar Anderlecht. Toenmalig trainer Hugo Broos was echter niet opgezet met de komst van Zetterberg. Hij vond dat de Zweed niet complementair was met Baseggio en plaatste hem vaker wel dan niet op de bank. Zetterberg speelde in zijn eerste seizoen na zijn terugkeer 30 van de 34 competitiewedstrijden, maar stond slechts 15 keer in de basis. Voorzitter Vanden Stock verdedigde zijn "zoon" door te stellen dat hij nog altijd een van de beste spelers in België was. Anderlecht sloot het seizoen af als kampioen, waardoor Zetterberg op dat moment de enige voetballer in Europa werd die vijf jaar na elkaar kampioen was geworden.
In zijn tweede seizoen startte Zetterberg als basisspeler maar na op de eerste speeldag op Moeskroen (2-0 verlies) al tijdens de rust gewisseld te zijn, volgden een aantal weken bankzitten waarna hij in een ligamatch tegen Lierse (5-1 winst) opnieuw een startplaats kreeg.Broos werd in februari 2005 ontslagen en opgevolgd door Frank Vercauteren. Vanaf dan startte de Zweed keer op keer in de basis. Anderlecht eindigde uiteindelijk nog op drie punten van de landstitel. Wat later kondigde de Zweed het einde van zijn spelersloopbaan aan. Het seizoen 2005/06 zou zijn laatste worden. De 35-jarige middenvelder droeg sinds voornoemde trainerswissel opnieuw de aanvoerdersband en wou afscheid nemen met een zesde landstitel. Dat lukte en Zetterberg scoorde nog acht doelpunten waarvan zijn laatste op speeldag 32 (de eindstand op 2-0 bepalend tegen Standard, nadat Vedran Runje in de eerste helft een elfmeter van hem uit doel had gehouden.) Een speeldag later kreeg hij op AA Gent (0-0) zijn laatste gele kaart (zijn eerste ook sinds 1993), nog een speeldag later veroverde Anderlecht na een 3-0 thuiszege tegen S.V. Zulte-Waregem landstitel nummer 28. Zetterberg werd in die partij in de 77e minuut gewisseld. Zijn ploegmaats namen afscheid en aanwezige supporters staken papieren met daarop tack (het Zweedse woord voor 'dank') op in de lucht. De Zweed barstte op de bank in tranen uit. Wat later mocht hij als eerste de kampioenstrofee in de hoogte steken.
Zetterberg ging na zijn spelerscarrière even aan de slag als scout. Voor Anderlecht ging hij in zijn thuisland Zweden op zoek naar voetbaltalenten. Zo haalde hij in de zomer van 2006 Max von Schlebrügge naar Anderlecht. Zetterberg hield het in oktober 2008 na overleg met het Anderlechtbestuur voor bekeken als scout van de club. Hij wilde sporadischer werken en meer tijd voor zijn familie in vrienden in zijn thuisland Zweden (dat hij terug bewoonde) overhouden, S.C. Anderlecht van zijn kant wou hem niet op die voorwaarden laten werken. Hij speelde na zijn carrière ook een tijdje floorball.

## Carrière als trainer
Zetterberg werd op 1 januari 2019 assistent-trainer van T1 Hein Vanhaezebrouck bij RSC Anderlecht. Hij is de eerste naam die kersvers sportief verantwoordelijke Michael Verschueren aanstelde. Op 21 maart 2020 nam Anderlecht afscheid van Zetterberg.

## Statistieken
| Seizoen | Club                      | Competitie    | Competitie | Competitie |
| Seizoen | Club                      | Competitie    | Wed.       | Dlp.       |
| ------- | ------------------------- | ------------- | ---------- | ---------- |
| 1986    | Falkenbergs FF            | Division 3    | 2          | 0          |
| 1989/90 | RSC Anderlecht            | Eerste Klasse | 0          | 0          |
| 1990/91 | RSC Anderlecht            | Eerste Klasse | 2          | 0          |
| 1991/92 | Sporting Charleroi (huur) | Eerste Klasse | 29         | 5          |
| 1992/93 | Sporting Charleroi (huur) | Eerste Klasse | 33         | 6          |
| 1993/94 | RSC Anderlecht            | Eerste Klasse | 22         | 3          |
| 1994/95 | RSC Anderlecht            | Eerste Klasse | 24         | 3          |
| 1995/96 | RSC Anderlecht            | Eerste Klasse | 33         | 5          |
| 1996/97 | RSC Anderlecht            | Eerste Klasse | 32         | 12         |
| 1997/98 | RSC Anderlecht            | Eerste Klasse | 26         | 7          |
| 1998/99 | RSC Anderlecht            | Eerste Klasse | 24         | 7          |
| 1999/00 | RSC Anderlecht            | Eerste Klasse | 34         | 15         |
| 2000/01 | Olympiakos                | Alpha Ethniki | 22         | 4          |
| 2001/02 | Olympiakos                | Alpha Ethniki | 15         | 0          |
| 2002/03 | Olympiakos                | Alpha Ethniki | 24         | 3          |
| 2003/04 | RSC Anderlecht            | Eerste Klasse | 30         | 7          |
| 2004/05 | RSC Anderlecht            | Eerste Klasse | 29         | 8          |
| 2005/06 | RSC Anderlecht            | Eerste Klasse | 30         | 8          |
| Totaal  | Totaal                    | Totaal        | 411        | 93         |

## Nationale ploeg
Voor het Zweedse nationale elftal speelde hij 30 interlands en maakte hij zes goals gedurende zijn carrière. Zetterberg debuteerde voor het Zweeds voetbalelftal op woensdag 19 mei 1993 in de WK-kwalificatiewedstrijd tegen Oostenrijk, die met 1-0 werd gewonnen door een doelpunt van Jan Eriksson. Hij viel in dat duel na tachtig minuten in voor Johnny Ekström. Hij speelde zijn laatste interland op 8 september 1999 in en tegen Luxemburg (0-1). Hij viel in dat duel na rust in voor Magnus Svensson.
Zetterberg miste het WK 1994 door een blessure. In 1998 werd Tommy Söderberg bondscoach van Zweden. Zetterberg lag in de clinch met Söderberg en zei de nationale ploeg in 1999 vaarwel.

### Doelpunten
| Interlanddoelpunten | Interlanddoelpunten | Interlanddoelpunten | Interlanddoelpunten | Interlanddoelpunten | Interlanddoelpunten | Interlanddoelpunten |
| #                   | Datum               | Locatie             | Tegenstander        | Goal(s)             | Uitslag             | Wedstrijd           |
| ------------------- | ------------------- | ------------------- | ------------------- | ------------------- | ------------------- | ------------------- |
| 1                   | 02/06/1993          | Stockholm, Zweden   | Israël              | 55'                 | 5 – 0               | WK-kwalificatie     |
| 2                   | 22/05/1997          | Stockholm, Zweden   | Polen               | 15'                 | 2 – 2               | Vriendschappelijk   |
| 3                   | 22/05/1997          | Stockholm, Zweden   | Polen               | 32'                 | 2 – 2               | Vriendschappelijk   |
| 4                   | 08/06/1997          | Tallinn, Estland    | Estland             | 53'                 | 2 – 3               | WK-kwalificatie     |
| 5                   | 20/08/1997          | Minsk, Wit-Rusland  | Wit-Rusland         | 84'                 | 1 – 2               | WK-kwalificatie     |
| 6                   | 11/10/1997          | Stockholm, Zweden   | Estland             | 25'                 | 1 – 0               | WK-kwalificatie     |

## Palmares
| Nationaal                   |    |                                    |
| Belgisch kampioen           | 6x | 1991, 1994, 1995, 2000, 2004, 2006 |
| Beker van België            | 1x | 1994                               |
| Belgische Supercup          | 2x | 1993, 1995                         |
| Grieks kampioen             | 3x | 2001, 2002, 2003                   |
| Trofee Jules Pappaert       | 1x | 2000                               |
| Sportploeg van het Jaar     | 1x | 2000                               |
| Individueel                 |    |                                    |
| Gouden Schoen               | 2x | 1993, 1997                         |
| Profvoetballer van het Jaar | 3x | 1993, 1997, 1998                   |
| Man van het Seizoen         | 1x | 1997                               |
| Voetballer van het Jaar     | 1x | 1993                               |
| Fair-Play Prijs             | 6x | 1998, 1999, 2000, 2004, 2005, 2006 |
| Guldbollen                  | 1x | 1997                               |